# Lúzula groga
Luzula lutea, la lúzula groga, és una planta amb flors molt menudes i aspecte graminoide de la família de les juncàcies.
Als Països Catalans és prou comuna en prats d'alta muntanya, sobre sòls àcids (silicis) als Pirineus.

## Descripció
Es una planta perenne, cespitosa que pot arribar, com a molt, a uns 40 cm d'alçada; amb fulles linear lanceolades que poden arribar a uns 10 cm de llarg per 0,6 cm d'ample i acaben en punxa. A diferència de la gran majoria de membres del gènere Luzula, les fulles són generalment glabres i no presenten els típics cilis llargs a la  seva base. Les flors menudes tenen 6 tèpals de color groguenc i es troben agrupades en densos glomèruls al capdamunt de les tiges.
A diferència de les altres luzules i la gran majoria d'espècies graminoides que són pol·linitzades pel vent, els sèpals grocs d'aquesta lúzula poden atreure a insectes pol·linitzadors.

## Distribució
És una espècie que es pot trobar als Pirineus orientals (Lleida i Girona) i als Alps i Apenins, en prats d'alta muntanya sobre roques silíciques o sòls descarbonatats. Baixa a l'estatge subalpí, però es una espècie típica dels prats alpins, fins a prop dels 3.000 metres.

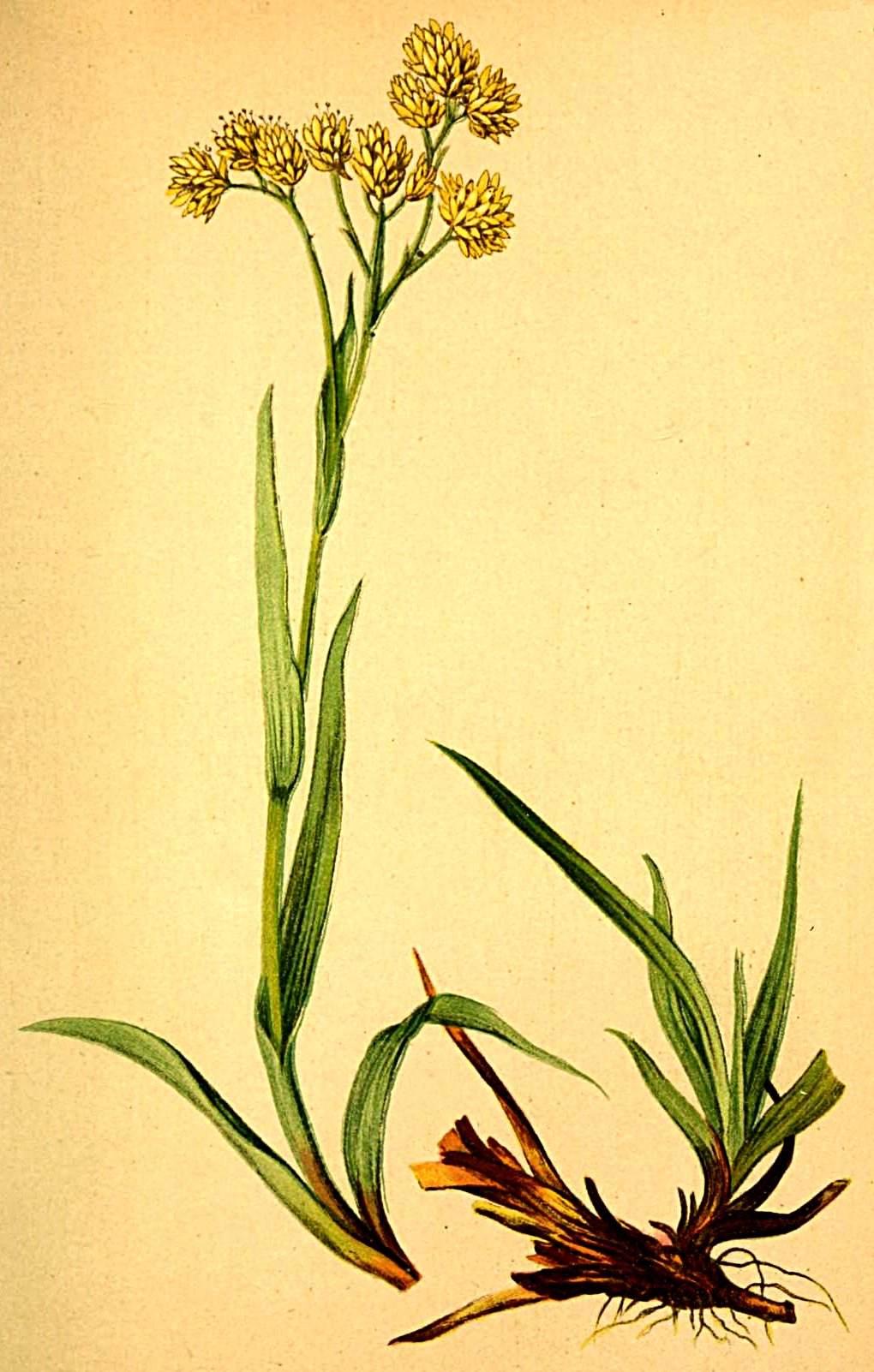
il·lustració a "Atlas der Alpenflora" (1882)
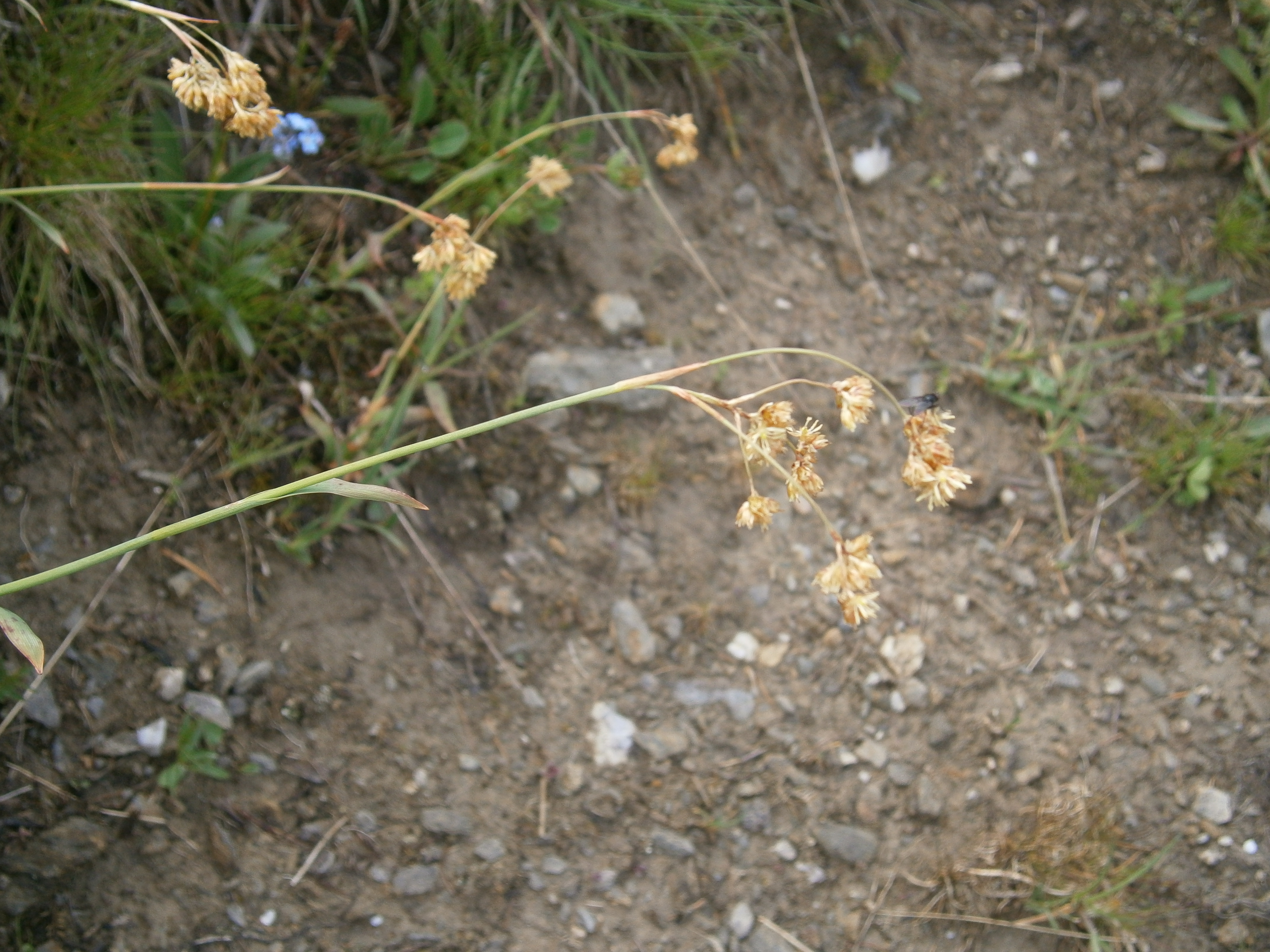
observeu una mosca atreta pels tèpals grocs.